# عبد اللطيف حويل
عبد اللطيف حويل (1929م، طرابلس –) هو مغن وملحن ليبي وعضو هيئة تدريس بمعهد جمال الدين الميلادي.

## سيرة
نشأ في زنقة قوس المفتي بالمدينة القديمة، انهى دراسته الابتدائية و اشتغل في الدباغة ثم النسيج لمساعدة أسرته، بدأ دون علم اهله الغناء في الافراح، ونظم للاذاعة سنة 1957، وكانت اغنية «يا مشكاي» أول عمل له يُسجل للاذاعة.

## من أعماله

### الغناء
- «يا مشكاي» تلحين محمد مرشان وكلمات علي السني.[2]
- «بنشاورك يا قلب رد الشيرة».
- «يا جاره».
- «نفسي عزيزة ماتروم الجافي».
- «الوفا يا ريدى».
- «يا بلادي».
- « حاولت نترك سيرتك».
- « حبيت نفسي بيك».
- «ليه يا زمان... والفتني بحنينه» تلحين عبد الباسط البدري.[5]
- «ونجيبلك حزمة نجوم تنير» تلحين عبد الباسط البدري.[5]

### التلحين
- «صبح عليك الورد» غناء نوري كمال.

## تكريم
- في عام 2016، أُقيم حفل تكريمي في مدينة طرابلس نظمته كل من إذاعة صوت طرابلس وجمعية إحياء التراث الموسيقي في مسرح الكشاف. شهد الحفل مشاركة عدد من الفنانين والمثقفين، وتميز بعرض مرئي يسلط الضوء على مسيرة الفنان عبد اللطيف حويل والآراء التي أبداها النقاد حول أعماله. تم اختتام الحفل بأداء عدد من الأغاني البارزة التي صاحبت مشواره الفني.[6]

## عنه
- «عبد اللطيف حويل .. عميد الطرب» الجزء الأول من سلسلة «أساطين الأغنية الليبية» للكاتب أحمد بشير عزيز.[3]